# Angistorhinus
L'angistorino (gen. Angistorhinus) è un rettile estinto, appartenente ai fitosauri. Visse nel Triassico superiore (Norico, circa 220 - 210 milioni di anni fa) e i suoi resti fossili sono stati ritrovati in Nordamerica e (forse) in Africa.

## Descrizione
Come tutti i fitosauri, Angistorhinus doveva possedere un aspetto "da coccodrillo", con corpo corazzato, zampe piuttosto corte e un cranio dal muso allungato e fornito di denti acuminati. Rispetto ad altri fitosauri arcaici, Angistorhinus possedeva narici situate ancora più indietro, alla sommità di una struttura bulbosa posta sopra le orbite. Questa caratteristica si riscontra in altri fitosauri più derivati. Angistorhinus era un animale molto grande: il solo cranio era lungo circa 120 centimetri, e si suppone che un esemplare adulto sfiorasse gli otto metri di lunghezza complessiva. Le vertebre sacrali possedevano spine neurali insolitamente sottili rispetto a quelle di altri fitosauri, mentre il bacino possedeva un osso iliaco pressoché identico a quello dell'affine Rutiodon. L'armatura dermica del corpo di Angistorhinus, invece, era unica tra i fitosauri: gli osteodermi erano dotati di un minor numero di fori (molto piccoli) sulla superficie dorsale.

## Classificazione
Angistorhinus rappresenta una delle forme più arcaiche di fitosauri, un gruppo di rettili arcosauriformi simili a coccodrilli, tipici del Triassico. Il genere venne istituito da Mehl nel 1913 sulla base di un cranio ritrovato nella formazione Popo Agie in Wyoming, in terreni risalenti al Norico; la specie tipo è Angistorhinus grandis. Altre specie attribuite a questo genere (A. alticephalus, A. mazximus e A. gracilis), rinvenute in Texas e in Wyoming, sono da attribuire alla specie tipo (Lucas et al., 2002). Un'altra specie attribuita con qualche dubbio a questo genere, A. talainti, venne descritta nel 1977 da Dutuit sulla base di un cranio fossile proveniente dal Marocco. La specie A. megalodon è invece solitamente considerata un genere a sé stante, Brachysuchus.